# PNA Mar del Plata (GC-64)
La PNA Mar del Plata (GC-64) es una lancha patrullera perteneciente a Prefectura Naval Argentina. Fue comisionada en 1978 y es la primera unidad de la clase Z-28. Pertenece a la Sede Zona Delta de la PNA, ubicada en la confluencia del río Luján y el río Tigre.
El armamento principal de la lancha es un cañón Oerlikon de 20  mm ubicado en la proa de la misma. El armamento secundario se encuentra en popa, donde va montada la ametralladora Browning de 12,7  mm.
En la popa se encuentran una moto de agua y un bote inflable con motor fuera de borda, que son de suma utilidad en las tareas de rescate y salvamento en el río.